# Abd al-Aziz Chathran
Abd al-Aziz Chathran (arab.عبد العزيز الخثران; ur. 31 lipca 1973), saudyjski piłkarz występujący na pozycji obrońcy lub pomocnika w Al-Hilal. Mierzy 169 cm wzrostu. Wcześniej grał w Al-Shabab.
W reprezentacji swojego kraju rozegrał 21 meczów i nie strzelił żadnego gola.
Chathran gdy zaczynał karierę w Asz-Szabab Rijad grał na pozycji lewego obrońcy. Później przeniósł się na pozycję pomocnika. W reprezentacji narodowej występuje na pozycji defensywnego pomocnika.
Chatran był w składzie Arabii Saudyjskiej na mundialu w 2002 r. i 2006 r. Na obydwóch tych mistrzostwach Arabia Saudyjska odpadła w fazie grupowej. Na pierwszym mundialu Chathran rozegrał 3 mecze natomiast na drugim 2.